# Balogo
Balogo es un barrio rural  del municipio filipino de cuarta categoría de Araceli perteneciente a la provincia  de Paragua en Mimaro,  Región IV-B.
En 2007 Balogo contaba con 713 residentes.

## Geografía
El municipio insular de Araceli se encuentra situado en isla de Dumarán,  ocupando la parte nordeste de la isla, separado por el canal de Dumarán de la isla de  La Paragua, considerada continental.
Linda al norte con la bahía de Bentouán;  al sur y oeste con el municipio de Dumarán; y al este con Mar de Joló frente a las islas de Dalanganem.
Este barrio, interior, se sitúa en el centro de la isla, en el sur del  municipio.
Su término linda al norte y al este con el barrio de Mauringuen;
al norte con el barrio de  San José de Oro;
al sur con el municipio de Dumarán, barrios de Santo Tomás y de Bohol; 
y al  este con los barrios de  Taloto y del Santo Niño;
Al sureste del barrio se encuentra la parte final de la bahía de Capanglán donde desembocan los ríos Maurenguen, Bolog y Magabo.

### Demografía
El barrio  de Balogo contaba  en mayo de 2010 con una población de 904 habitantes.

## Historia
La misión de Dumarán formaba parte de la provincia española de  Calamianes, una de las 35 del archipiélago Filipino, en la parte llamada de Visayas. Pertenecía a la audiencia territorial  y Capitanía General de Filipinas, y en lo espiritual a la diócesis de Cebú.